# 10.
10. je drugo desetletje v 1. stoletju med letoma 10 in 19. 